# Канзас-Сіті (Канзас)
Канзас-Сіті (англ. Kansas City) — місто (англ. city) в США на березі річки Міссурі, адміністративний центр і третє за розмірами місто округу Ваяндотт штату Канзас. Населення — 156 607 осіб (2020).
Разом із розташованим на іншому березі Міссурі однойменним містом штату Міссурі утворює конурбацію Канзас-Сіті.

## Географія
Канзас-Сіті розташований за координатами 39°7′21″ пн. ш. 94°44′30″ зх. д. / 39.12250° пн. ш. 94.74167° зх. д. (39.122539, -94.741781).  За даними Бюро перепису населення США в 2010 році місто мало площу 332,49 км², з яких 323,26 км² — суходіл та 9,24 км² — водойми.

## Демографія
Згідно з переписом 2010 року, у місті мешкало 145 786 осіб у 53 925 домогосподарствах у складі 35 112 родин. Густота населення становила 438 осіб/км².  Було 61969 помешкань (186/км²).
Расовий склад населення:
| - 52,2 % — білих - 26,8 % — чорних або афроамериканців - 2,7 % — азіатів - 0,8 % — корінних американців - 0,1 % — вихідців з тихоокеанських островів - 13,6 % — осіб інших рас |

До двох чи більше рас належало 3,8 %. Частка іспаномовних становила 27,8 % від усіх жителів.
За віковим діапазоном населення розподілялося таким чином: 28,4 % — особи молодші 18 років, 61,1 % — особи у віці 18—64 років, 10,5 % — особи у віці 65 років та старші. Медіана віку мешканця становила 32,5 року. На 100 осіб жіночої статі у місті припадало 97,7 чоловіків;  на 100 жінок у віці від 18 років та старших — 95,5 чоловіків також старших 18 років.
Середній дохід на одне домашнє господарство  становив 48 565 доларів США (медіана — 38 749), а середній дохід на одну сім'ю — 55 103 долари (медіана — 45 519). Медіана доходів становила 36 212 долари для чоловіків та 31 510 доларів для жінок. За межею бідності перебувало 24,9 % осіб, у тому числі 38,7 % дітей у віці до 18 років та 11,1 % осіб у віці 65 років та старших.
Цивільне працевлаштоване населення становило 64 809 осіб. Основні галузі зайнятості: освіта, охорона здоров'я та соціальна допомога — 19,5 %, виробництво — 12,1 %, науковці, спеціалісти, менеджери — 11,2 %, роздрібна торгівля — 10,7 %.

## Історія
Місто сформовано у 1868 році. Перші міські вибори були проведені 22 жовтня 1872 року, за наказом судді Гірама Стівенса. У червні 1880 року губернатор Канзасу оголосив Канзас-Сіті містом другого класу.

## Економіка
У місті розташований автозавод «GM», що виготовляє Chevrolet Malibu і Ауру Сатурна.